# رایون اورشا

موقعیت رایون اورشا در منطقه ویتبسک

رایون اورشا دومین زیربخش اداری (رایون) در منطقه ویتبسک در کشور بلاروس است.